# Сакравор
Сакравор (арм. Սակրավոր, от слова сакур, то есть секира, топор) — в древнеармянской армии воин, как правило, вооружённый секирой. Сакраворы также имели лопаты и другие инструменты. Отряды сакраворов пролагали дороги, строили мосты, вырубали леса, устраивали военные лагеря, окопы и др. Сакраворы также были обязаны следить за гумаком — обозом из лошадей, волов, которые везли продукты, боеприпасы, лагерные принадлежности.
В современной армянской армии термином «сакравор» обозначают сапёров.